# 6 Dywizja Zmechanizowana (Bundeswehra)
6 Dywizja Zmechanizowana (niem. 6. Panzergrenadierdivision) – rozformowany zmechanizowany związek taktyczny Bundeswehry.

## Struktura organizacyjna
Organizacja w 1989:
- dowództwo dywizji – Neumünster
- 16 Brygada Zmechanizowana Herzogtum Lauenburg – Wentorf bei Hamburg
- 17 Brygada Zmechanizowana – Hamburg-Rahlstedt
- 18 Brygada Pancerna Holstein – Neumünster
- 51 Brygada Obrony Terytorialnej – Eutin
- 6 pułk śmigłowców –
- 6 pułk artylerii – Kellinghusen
- 6 pułk przeciwlotniczy – Lütjenburg